# Rio Negro (ort)
Rio Negro är en ort i Brasilien.   Den ligger i kommunen Rio Negro och delstaten Paraná, i den södra delen av landet, 1 200 km söder om huvudstaden Brasília. Rio Negro ligger 795 meter över havet och antalet invånare är 23 006.
Terrängen runt Rio Negro är platt. Närmaste större samhälle är Mafra, 0,99 km sydväst om Rio Negro.
I omgivningarna runt Rio Negro växer huvudsakligen savannskog. Runt Rio Negro är det ganska tätbefolkat, med 60 invånare per kvadratkilometer.